# Ostrowczyk Polny
Ostrowczyk Polny (ukr. Острівчик-Пильний, Ostriwczyk-Pylnyj) – wieś na Ukrainie, w obwodzie lwowskim, w rejonie złoczowskim. W 2001 roku liczyła 411 mieszkańców.

## Historia
Do scalenia w 1934 roku w II Rzeczypospolitej miejscowość była siedzibą gminy wiejskiej w powiecie złoczowskim województwa tarnopolskiego. Następnie weszła w skład gminy wiejskiej Skwarzawa.
Do 2020 w rejonie buskim. 